# ERG Mobile

ERG Mobile

ERG Mobile è stato un operatore virtuale di rete mobile italiano di proprietà della compagnia petrolifera ERG, poi TotalErg.
Operativo dal 15 aprile 2009, 45 giorni dopo l'annuncio della nascita, il 1º marzo dello stesso anno, fu frutto di un accordo commerciale tra ERG e Vodafone (il servizio, lanciato come ESP MVNO, utilizza infatti la rete GSM/GPRS/UMTS della compagnia britannica).
Il servizio ERG Mobile fu sottoscrivibile, da aprile 2010, in tutta la rete di distribuzione ERG, poi TotalErg.
Il prefisso utilizzato era 377-5.
L'amministratore delegato era Claudio Spinaci.
Caratteristica principale di ERG Mobile fu quella, ambivalente, di dare vantaggi sul carburante a chi usa ERG Mobile e sulle ricariche a chi fa carburante presso le stazioni di servizio.
Il 10 gennaio 2018 viene perfezionata la cessione del ramo d'azienda di TotalErg relativo ai carburanti al Gruppo API ed il 30 novembre 2018, dopo mesi di incertezze e disservizi nell'erogazione di nuove SIM, l'operatore, tramite un SMS, avvisa i suoi clienti della cessazione di tutte le attività a partire dal 30 marzo 2019.

## Clienti
2016
Al 30 settembre 2016 ERG Mobile registrò 424.800 utenze, pari ad una quota del 5,9% tra i MVNO italiani.
2018
Nel primo semestre 2018 invece, la media SIM attive segnalata dal gruppo è stata di 72.098.